# Distribution q-gaussienne
La distribution q-gaussienne est une distribution de probabilité résultant de la maximisation de l'entropie de Tsallis sous des contraintes appropriées.  Elle est une généralisation de la gaussienne de la même manière que l'entropie de Tsallis est une généralisation de l'entropie de Boltzmann-Gibbs ou de l'entropie de Shannon,. La distribution normale est obtenue comme cas particulier lorsque {\displaystyle q\to 1}.

## Propriétés

### Densité de probabilité
La q-gaussienne standard a pour fonction de densité de probabilité :
{\displaystyle f(x)={{\sqrt {\beta }} \over C_{q}}e_{q}(-\beta x^{2})}
où
{\displaystyle e_{q}(x)=\max\{[1+(1-q)x]^{1 \over 1-q},0\}}
est la q-exponentielle et le facteur de normalisation {\displaystyle C_{q}} est donné par :
{\displaystyle C_{q}={{2{\sqrt {\pi }}\,\Gamma \left({1 \over 1-q}\right)} \over {(3-q)\,{\sqrt {1-q}}\,\Gamma \left({3-q \over 2(1-q)}\right)}}{\text{ pour }}-\infty <q<1}
{\displaystyle C_{q}={\sqrt {\pi }}{\text{ pour }}q=1}
{\displaystyle C_{q}={{{\sqrt {\pi }}\,\Gamma \left({3-q \over 2(q-1)}\right)} \over {{\sqrt {q-1}}\,\Gamma \left({1 \over q-1}\right)}}{\text{ pour }}1<q<3}
où {\displaystyle \Gamma ()} est la fonction Gamma.
Pour {\displaystyle q<1} le domaine de définition de la distribution est borné.

### Fonction de répartition
Pour {\displaystyle 1<q<3} la fonction de répartition est
{\displaystyle F(x)={\frac {1}{2}}+{\frac {{\sqrt {q-1}}\,\Gamma \left({1 \over q-1}\right)x{\sqrt {\beta }}\,{}_{2}F_{1}\left({\tfrac {1}{2}},{\tfrac {1}{q-1}};{\tfrac {3}{2}};-(q-1)\beta x^{2}\right)}{{\sqrt {\pi }}\,\Gamma \left({3-q \over 2(q-1)}\right)}},}
où {\displaystyle {}_{2}F_{1}(a,b;c;z)} est la fonction hypergéométrique. Comme celle-ci est définie pour {\displaystyle z<1} mais que {\displaystyle x} n'est pas limité la transformation de Pfaff est utilisée.
Pour {\displaystyle q<1}
{\displaystyle F(x)={\begin{cases}0&{\text{si}}&x<-{\frac {1}{\sqrt {\beta (1-q)}}}\\{\frac {1}{2}}+{\frac {{\sqrt {1-q}}\,\Gamma \left({5-3q \over 2(1-q)}\right)x{\sqrt {\beta }}\,{}_{2}F_{1}\left({\tfrac {1}{2}},{\tfrac {1}{q-1}};{\tfrac {3}{2}};-(q-1)\beta x^{2}\right)}{{\sqrt {\pi }}\,\Gamma \left({2-q \over 1-q}\right)}}&{\text{si}}&-{\frac {1}{\sqrt {\beta (1-q)}}}<x<{\frac {1}{\sqrt {\beta (1-q)}}}\\1&{\text{si}}&x>{\frac {1}{\sqrt {\beta (1-q)}}}\end{cases}}}

## Entropie
Tout comme la distribution normale est la distribution d'entropie maximale pour des valeurs données du premier moment {\displaystyle \operatorname {E} (X)} et du second moment {\displaystyle \operatorname {E} (X^{2})} (avec le moment zéro donné {\displaystyle \operatorname {E} (X^{0})=1}, correspondant à la condition de normalisation), la distribution q-gaussienne est la distribution d'entropie de Tsallis maximale pour des valeurs données de ces trois moments.

## Relation avec la distribution de Student
Au plan statistique la q-gaussienne est une modification d'échelle de la distribution de Student. Dans la présentation originale de William Gosset (alias Student), le nombre de degrés de liberté {\displaystyle k} était un entier positif lié à la taille de l'échantillon. Mais on peut observer que la densité de probabilité peut être définie pour {\displaystyle k} réel en introduisant deux paramètres {\displaystyle q} et {\displaystyle \beta } : étant donné une distribution de Student avec {\displaystyle k} degrés de liberté la q-gaussienne équivalente  est :
{\displaystyle q={\frac {\nu +3}{\nu +1}}{\text{ avec }}\beta ={\frac {1}{3-q}}}
avec l'inverse
{\displaystyle \nu ={\frac {3-q}{q-1}},{\text{ ssi }}\beta ={\frac {1}{3-q}}}
Si {\displaystyle \beta \neq {1 \over {3-q}}} la fonction q-gaussienne est simplement une version mise à l'échelle de la distribution de Student.

## Applications
La distribution q-gaussienne est souvent favorisée pour ses longues traînes par rapport à la gaussienne pour {\displaystyle 1<q<3}. Pour {\displaystyle q<1} elle est utilisée comme densité de probabilité d'une variable aléatoire bornée en biologie et dans d'autres domaines.
Le choix de la q-gaussienne s'impose dans les systèmes non-extensifs, ou lorsqu'il n'y a pas de lien avec des tailles d'échantillons réduites.
Il a été démontré que la distribution de quantité de mouvement des atomes froids dans les réseaux cristallins dissipatifs est une q-Gaussienne.
Les distributions de rendement financier à la Bourse de New York, au NASDAQ et ailleurs ont été interprétées comme des q-gaussiennes,.